# Подлесное (Чортковский район)
Подлесное (укр. Підлісне) — село в Монастырисской городской общине Чортковского района Тернопольской области Украины.
Расположено на реке Горожанка (приток Днестра).
Население по переписи 2001 года составляло 448 человек. Почтовый индекс — 48310. Телефонный код — 3555.

## История
В 1946 году село Дрищев переименовано в Подлесное.
До 2020 года входило в Монастырисский район.